# Габитов, Хабибулла Абделькадирович
Хабибулла Габделькагирович Габитов (баш. Ғәбитов Хәбибулла Ғәбделҡаһир улы; 25 октября (по новому стилю 6 ноября) 1884 года,  Оренбургская губерния,  Орский уезд, Тунгаурская волость, д. Абдулкаримово  - 14 апреля 1938 года, Магадан, Дальневосточный край)— известный поэт, языковед и учёный-фольклорист, драматург, основатель печати и образования в Башкортостане, один из организаторов башкирского национального движения, член первого Башкирского правительства — Башкирского Центрального Шуро, жертва репрессий.

## Биография
Родился 25  октября (6 ноября) 1884 года в деревне Абдулкарим. Тунгаурской волости Орского уезда Оренбургской губернии
Начальное образование получил в медресе деревни Юлук, станицы Таналык, «Расулия», «Галия». Преподавал в медресе городов Верхотурье, Верхнеуральск, Троицк, Иркутск.
С 1913 года печатался в журналах и газетах «Вакыт» («Время»), «Тормош» («Жизнь»), «Мугаллим» («Учитель»), «Шура» («Совет»).
8 декабря 1917 года избран в состав первого правительства Башкурдистана — Башкирского центрального шуро, назначен редактором газеты «Башкорт».
На III Всебашкирском съезде избран в состав Кесе-Курултая (предпарламента). Вместе с известным поэтом Ш. Бабичем и другими членами передовой молодёжи основал организацию «Тулкын» («Волна»), первоначальное название которой «Йәш Башҡортостан йәштәре берлеге» («Союз молодёжи Башкортостана»).
В марте 1918 года был в числе арестованных большевиками представителей Правительства Башкурдистана.
В 1918 году стал руководителем башкирского отделения Центрального мусульманского комиссариата. Являлся редактором газет «Башкорт тауышы» («Голос башкира») и «Башкортостан хокумэте теле» («Вестник правительства Башкурдистана»).
В 1919—1920 гг. работал в Башкирском военно-революционном комитете.
В 1926 году — председатель комитета нового башкирского алфавита (яналифа) БашЦИК.
В 1930-х гг. работал на тресте «Южураллес».
Репрессирован как «башкирский националист». Арестован 20 января 1935 года и приговорён к 5 годам лишения свободы. Умер в 1939 году в Магадане. Реабилитирован в 1964 году.

## Творчество
В 1918 году молодёжная организация «Тулкын» выпустила первый сборник стихов Х. Габитова «Башкорт моңнары» («Башкирские мелодии»). Второй сборник стихов вышел в 1923 году под названием «Урал жырлары» («Песни Урала»).
Его пьеса «Ынйыкай и Юлдыкай» («Ынйыҡай менән Юлдыҡай», 1924) многократно ставилась на сцене Башкирского драматического театра.

## Научная деятельность
Х. Габитов участвовал в развитии башкирского языкознания. Соавтор таких научных трудов, как «Правописание на башкирском языке» («Башҡортса яҙыу ҡоралы», 1924; совм. с Н. Тагировым), «Грамматика башкирского языка», «Морфология башкирского языка» и др.
Габитов является автором-составителем (совместно с Г. Ф. Вильдановым) фольклорного сборника «Слова предков. Пословицы и поговорки на башкирском языке». Многие кубаиры записанные Хабибуллой Габитовым, вошли в сборник «Башкирское народное творчество».